# Geunnam-myeon, Cheorwon-gun
Geunnam-myeon (koreanska: 근남면)  är en socken i kommunen Cheorwon-gun i provinsen Gangwon i den norra delen av Sydkorea, 90 km nordost om huvudstaden Seoul. 